# Gårttjejávrre
Gårttjejávrre (Forsvatnet på norska) är en reglerad sjö som ligger i Norge, till större delen i Hamarøy kommun men delvis även i Sørfold kommun. Sjöns norska namn är en direkt översättning av det lulesamiska namnet, då gårttje betyder "vattenfall / fors" och jávrre betyder "sjö". Naturliga tillflöden till Gårttjejávrre är främst Boartejåhkå som av Norges vassdrags- og energidirektorat räknas som en del av Veikdalselva - ett namn som inte finns på Kartverkets kartor. Andra naturliga tillflöden sker via en namnlös jokk som avvattnar Linnavágjávrre, samt smältvatten från Viejekjiegŋa. 
Gårttjejávrre får sin huvudsakliga påfyllning artificiellt från de reglerade sjöarna Hierggejávrre (Reinoksvatnet), Slæddovagjàvri och Livsejávrre via tunnlar i bergen. Utloppet från Gårttjejávrre går även det i en tunnel ned till Kobbelv kraftverk vid Kobbvatnet. I samma tunnel rinner även vattnet från de reglerade sjöarna Guhkesjávrre, Várreviejekjávrre och Litletindvatnet.
Kobbelv kraftverk har en effekt på 300 MW och en årlig energiproduktion på 720 GWh.
Vattennivån i Gårttjejávrre får variera mellan 520 och 620 m ö.h. Sjöns djup varierar mellan 38 och 145,5 meter.
Före regleringen var Gårttjejávrre uppdelad i två separata sjöar - Linnajávrre 610 m ö.h. i norr, och Gårttjejávrre (Forsvatnet) 607 m ö.h. i söder.

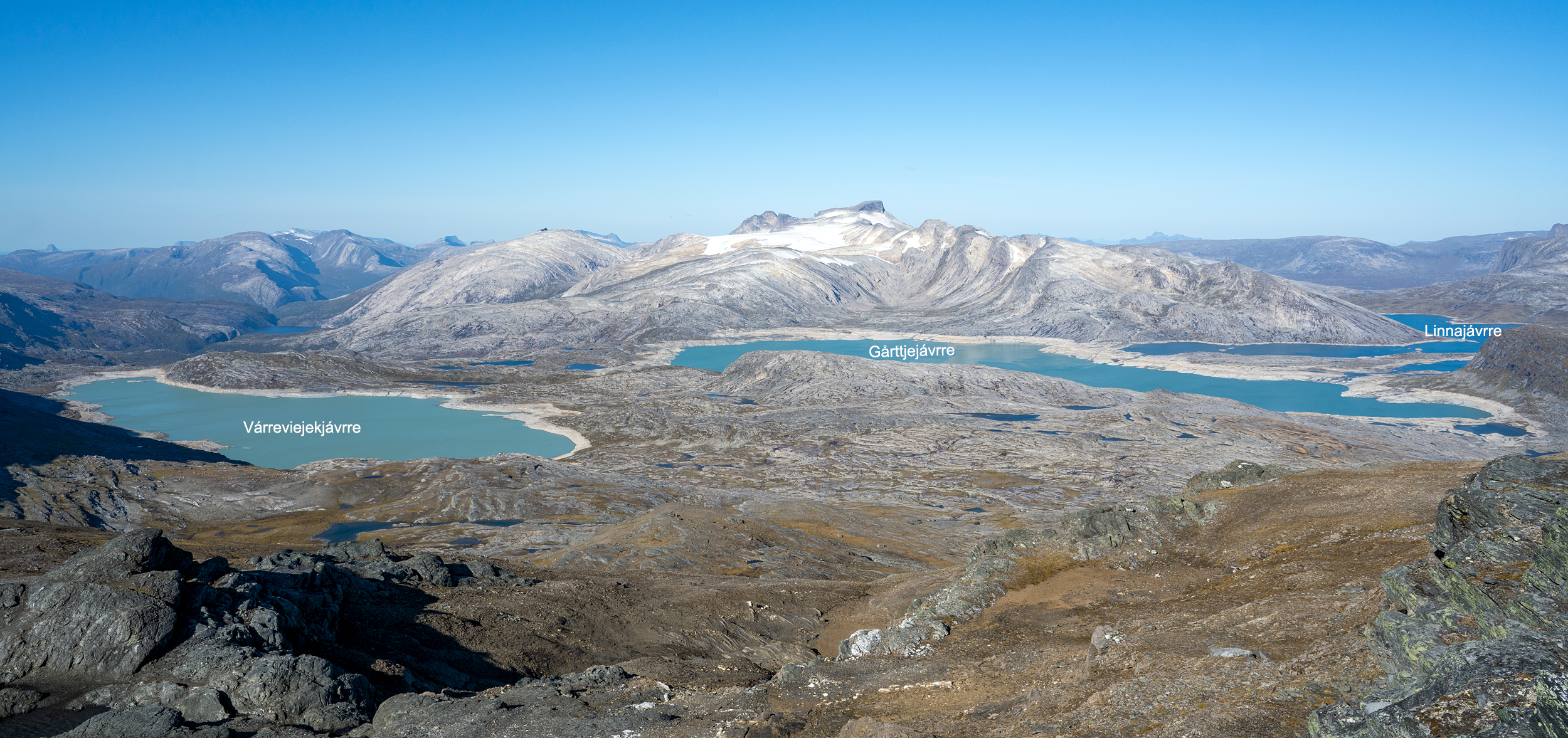
De reglerade sjöarna Várreviejekjávrre och Gårttjejávrre. Vattennivån i Gårttjejávrre är så låg att Linnajávvre åter blivit en separat sjö.
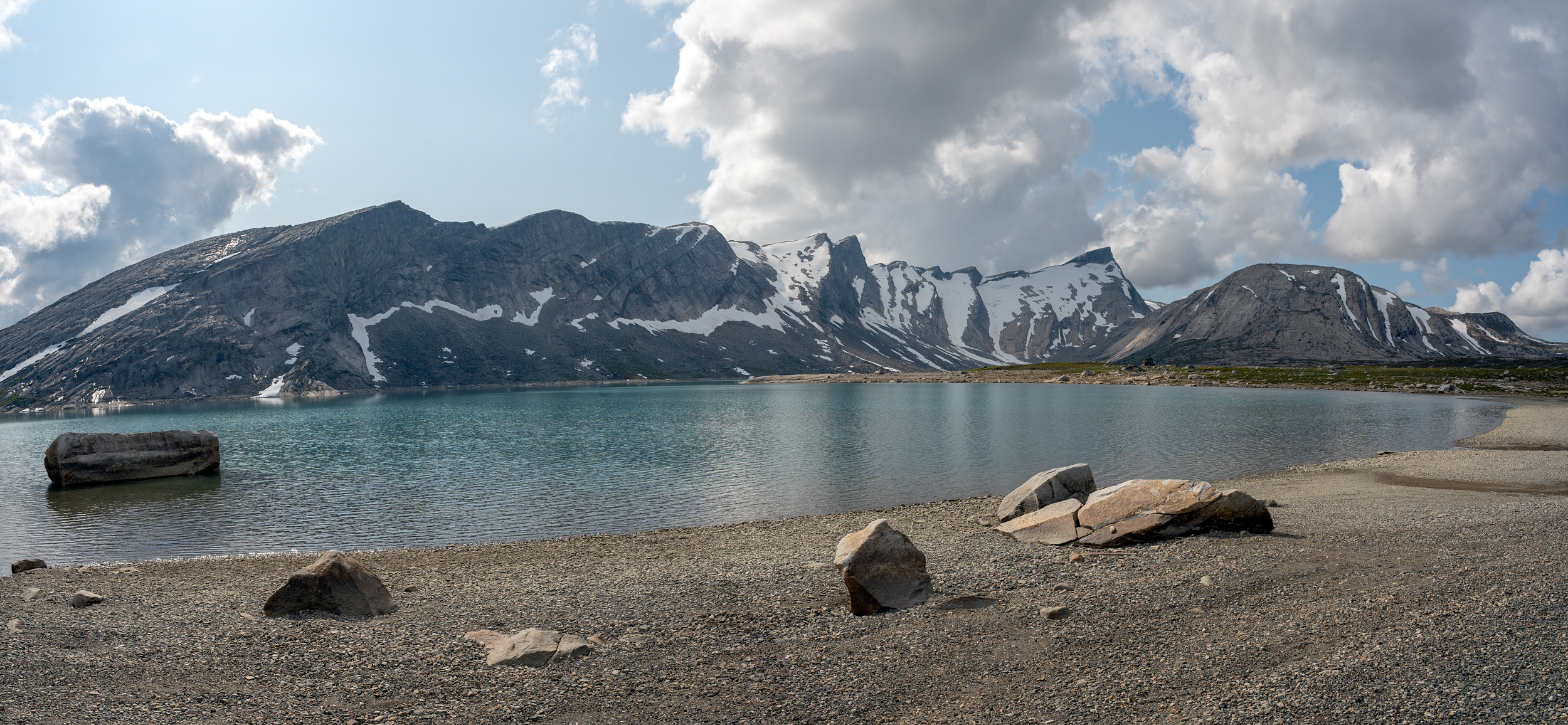
Linnajávrre - den norra delen av Gårttjejávrre.

Kartor
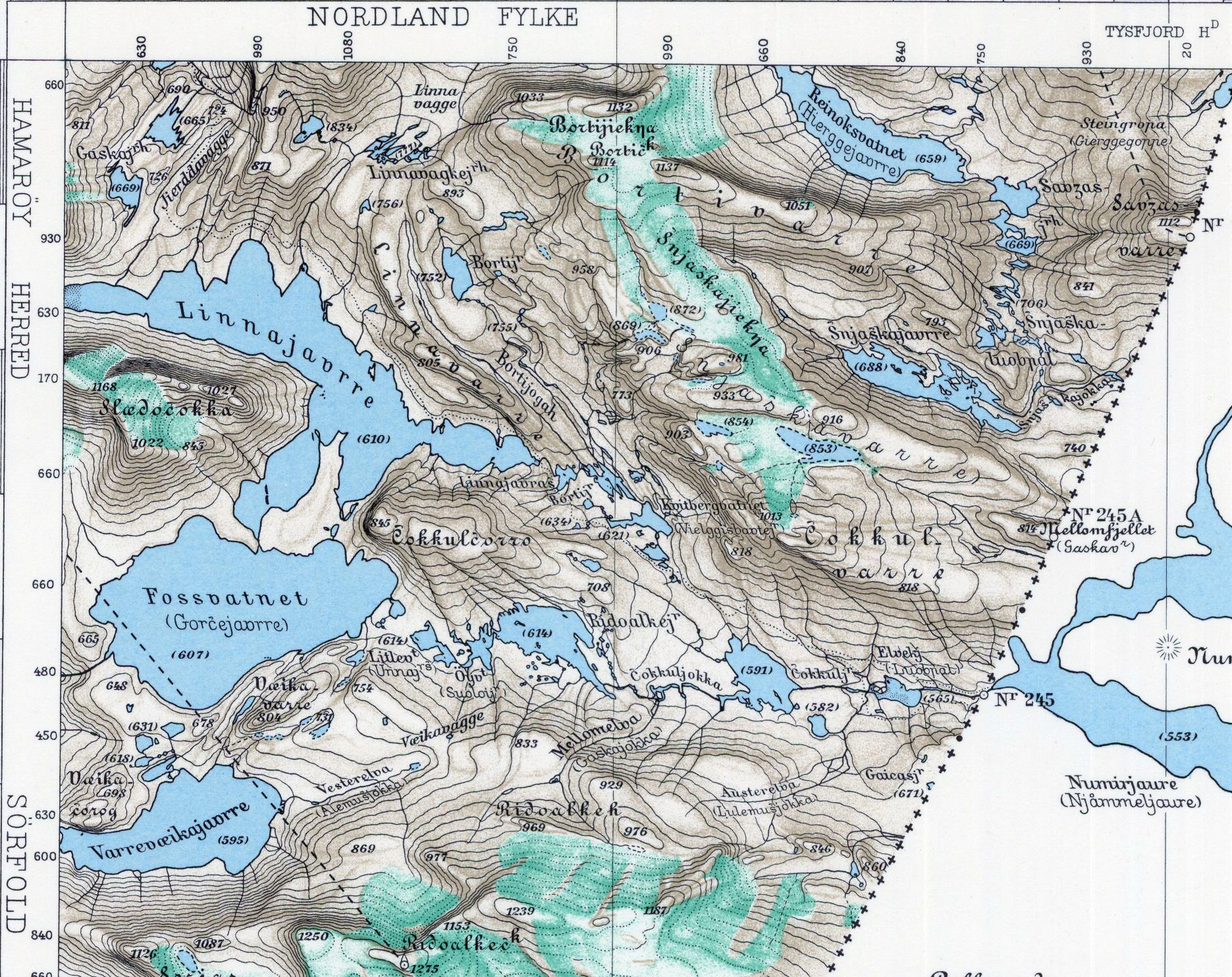
Karta från 1908 som visar att Gårttjejávrre (Forsvatnet) och Linnajávrre var 2 separata sjöar före regleringen.
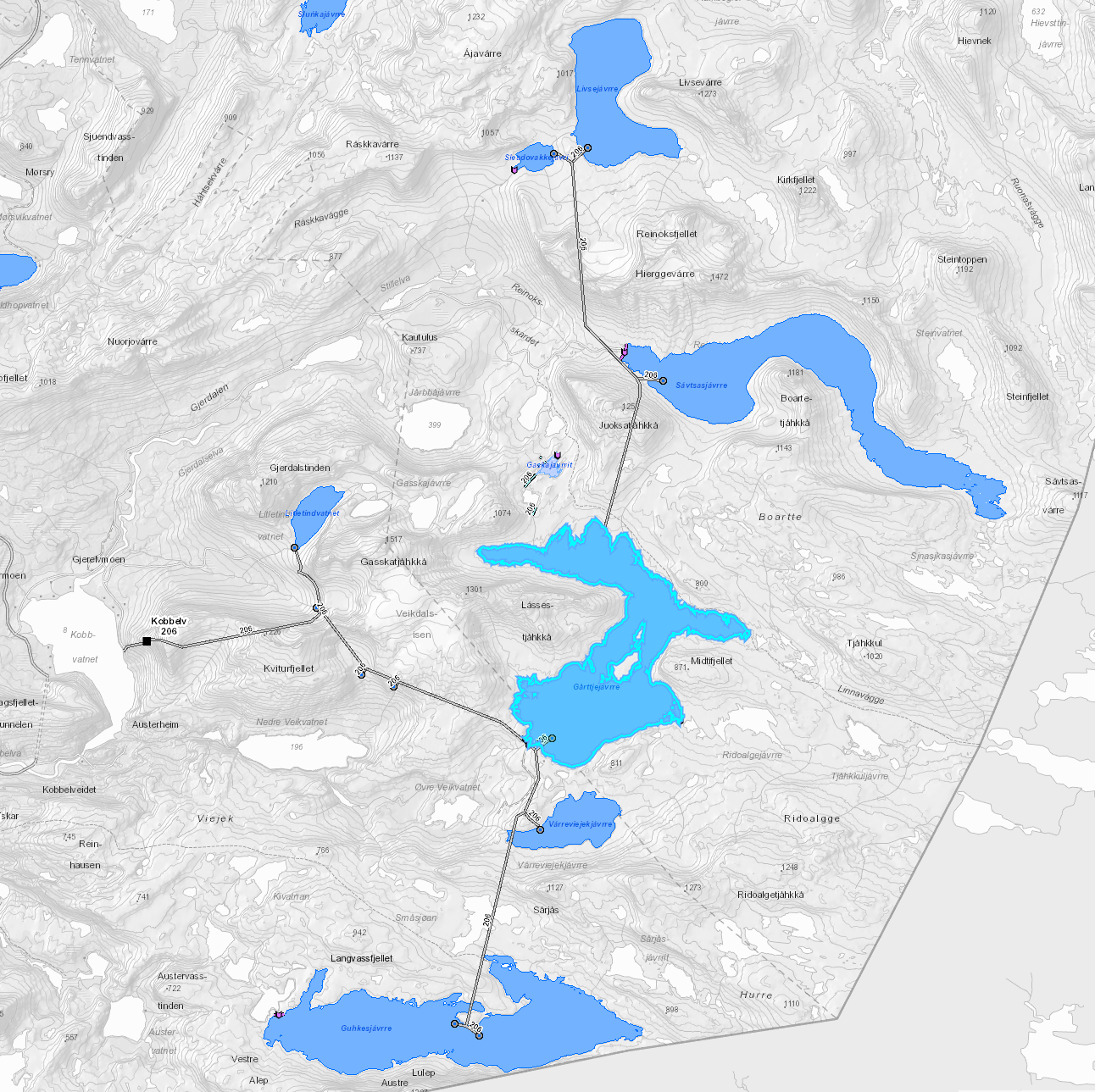
Översiktskarta över systemet med tunnlar i Kobbelv Kraftverk.